# Tomada da residência do embaixador japonês em Lima
A crise dos reféns da embaixada japonesa ou Tomada da residência do embaixador japonês em Lima (em castelhano: Toma de la residencia del embajador de Japón en Lima, em japonês: 在ペルー日本大使公邸占拠事件) começou em 17 de dezembro de 1996 em Lima, Peru, quando 14 terroristas membros do Movimento Revolucionário Túpac Amaru (MRTA) fizeram reféns centenas de diplomatas de alto escalão, autoridades governamentais. militares e executivos empresariais. Eles estavam participando de uma festa na residência oficial do embaixador japonês no Peru, Morihisa Aoki, em comemoração ao 63º aniversário do Imperador Akihito. Embora a crise tenha ocorrido na residência da embaixada em San Isidro e não na embaixada propriamente dita, ela é frequentemente chamada de crise dos reféns da "embaixada japonesa".
Reféns estrangeiras foram libertadas durante a primeira noite, e a maioria dos estrangeiros deixou o local após cinco dias de constantes ameaças de morte. Depois de serem mantidos em cativeiro por 126 dias, os dignitários restantes foram libertados em 22 de abril de 1997, durante uma operação realizada por comandos das Forças Armadas Peruanas. Na ação, um refém, dois comandos e todos os militantes do MRTA foram mortos. A operação foi vista pela maioria dos peruanos como um grande sucesso e atraiu atenção da mídia mundial. O presidente Alberto Fujimori recebeu, inicialmente, muito crédito por salvar a vida dos reféns
Mais tarde, surgiram relatos alegando que vários insurgentes foram sumariamente executados após se renderem. O diplomata japonês Hidetaka Ogura testemunhou que três dos rebeldes foram torturados. Dois dos comandos afirmaram ter visto Eduardo "Tito" Cruz vivo e sob custódia antes de ele ser encontrado com um ferimento de bala no pescoço. Essas revelações motivaram ações civis contra oficiais militares, movidas por parentes dos militantes mortos. Em 2005, o Ministério Público do Peru autorizou as acusações, e audiências foram ordenadas. Após protestos públicos, todas as acusações foram retiradas; no entanto, investigações adicionais foram encaminhadas à Corte Interamericana de Direitos Humanos. Em 2015, decidiu-se que Cruz havia sido vítima de um assassinato extrajudicial e que o governo peruano violou o direito internacional. O tribunal também reconheceu Víctor Peceros, de 25 anos, e Herma Meléndez, de 17 anos, como vítimas que tiveram seus direitos humanos violados.

## Crise dos reféns

### Início do cerco
A emboscada surpresa e a tomada da residência do embaixador japonês foi a operação de maior visibilidade do Movimento Revolucionário Túpac Amaru (MRTA) em seus 15 anos de história. O ataque colocou o Peru em geral, e o MRTA em particular, sob os holofotes do mundo durante toda a crise. Os convidados relataram que os guerrilheiros abriram um buraco no muro do jardim da residência do embaixador por volta das 20h20 da noite de 17 de dezembro.
A residência do embaixador japonês havia sido fortificada pelo governo do Japão. Era cercada por um muro de 3,6 metros de altura, possuía grades em todas as janelas, vidros à prova de balas em muitas delas e portas construídas para suportar o impacto de granadas; portanto, era facilmente defensável por dentro.
A notícia do ataque do MRTA fez com que a Bolsa de Valores de Lima fechasse três horas mais cedo, enquanto as ações nacionais despencavam. Um colunista político comentou: "É um retrocesso de pelo menos quatro anos. Voltamos a ser um país sujeito ao terror." O atentado ocorreu em um momento de baixa popularidade do presidente Alberto Fujimori, cuja aprovação havia caído de 75% para 40% em 1996, ele que até então era amplamente creditado por ter restaurado a paz no país, após o fim da maior parte da atividade terrorista durante seu primeiro mandato presidencial.
A Clínica Italiana, uma clínica localizada no mesmo quarteirão da residência, foi fechada devido à crise dos reféns e nunca mais foi reaberta, sendo finalmente demolida em 2013.

### Reação do governo
Em 22 de dezembro, o presidente peruano Alberto Fujimori fez seu primeiro pronunciamento público sobre a crise de reféns, em um discurso televisionado de quatro minutos. Nele, condenou os agressores, classificando o ataque do MRTA como "repugnante", e rejeitou todas as exigências do grupo. Embora não tenha descartado uma tentativa de resgate armado, afirmou estar disposto a explorar uma solução pacífica para a situação. Fujimori também deixou claro que não necessitava de assessoria de segurança estrangeira, respondendo a especulações sobre uma possível solicitação de ajuda a outros governos.
Fujimori fez o seu discurso pouco depois do líder do MRTA , Néstor Cerpa Cartolini, anunciar que iria libertar gradualmente todos os reféns que não estivessem ligados ao governo peruano. Durante os meses seguintes, os rebeldes libertaram todas as reféns mulheres e todos os homens, exceto 72.

### Demandas
Nos dias imediatamente seguintes à ocupação da residência, o Comitê Internacional da Cruz Vermelha atuou como intermediário entre o governo peruano e os membros do grupo guerrilheiro. Entre os reféns estavam altos oficiais das forças de segurança do país, como Máximo Rivera, então chefe da polícia antiterrorista (DIRCOTE), e seu antecessor, Carlos Domínguez. Outros reféns de destaque incluíam Alejandro Toledo, que viria a se tornar presidente do Peru, e Javier Diez Canseco, congressista socialista e figura influente na política nacional. Os 24 reféns japoneses incluíam a mãe e o irmão mais novo do presidente Fujimori.
Os insurgentes fizeram uma série de reivindicações:
- A libertação de seus membros das prisões em todo o Peru (incluindo a ativista americana que havia sido recentemente condenada Lori Berenson e a esposa de Cerpa).
- Uma revisão das reformas neoliberais de livre mercado do governo.
- Eles destacaram o programa de assistência estrangeira do Japão no Peru para críticas, argumentando que essa ajuda beneficiou apenas um segmento restrito da sociedade.[11]
- Eles também protestaram contra o que alegaram serem condições cruéis e desumanas nas prisões do Peru.

O político de esquerda Javier Diez Canseco estava entre os 38 homens libertados logo após a tomada dos reféns. Ele manifestou certa empatia pelos militantes do MRTA e defendeu a possibilidade de negociações com o governo. Em declaração à imprensa, afirmou: "Os sequestradores têm entre 18 e 20 anos, talvez 21... São um grupo de forças especiais, comandos. Acho que são jovens que querem viver. Não querem morrer.
Ao ser libertado, Alejandro Toledo afirmou que o que o MRTA realmente desejava era uma anistia que lhes permitisse participar da vida política do país. Ele declarou que qualquer tentativa de resgatar os reféns à força seria "insana", pois os sequestradores estavam "armados até os dentes". Segundo Toledo, os cômodos do prédio estavam repletos de explosivos, assim como o telhado. Ele também revelou que os terroristas possuíam armas antitanque e usavam mochilas carregadas com explosivos, que poderiam ser detonados ao puxar uma corda no peito.

### Negociações
Em busca de uma solução pacífica, Fujimori nomeou uma equipe para manter conversas com o MRTA, incluindo o embaixador canadense Anthony Vincent, que havia sido feito de refém brevemente, o arcebispo Juan Luis Cipriani e um funcionário da Cruz Vermelha. Fujimori chegou a conversar com o líder cubano Fidel Castro, gerando especulações sobre a possibilidade de um acordo estar sendo elaborado para deixar os guerrilheiros do MRTA irem para Cuba como exilados políticos. No entanto, foi relatado em 17 de janeiro que as negociações com o MRTA haviam estagnado.
No início de fevereiro, um novo esquadrão de tropas peruanas, equipado com armamento pesado, assumiu a vigilância da embaixada. Durante esse período, eles tocaram música militar alta e fizeram gestos provocativos em direção aos rebeldes, que responderam com uma rajada de tiros. Isso levou o primeiro-ministro japonês, Ryutaro Hashimoto, a pedir publicamente ao governo peruano que evitasse ações arriscadas que pudessem colocar em perigo a vida dos reféns. As autoridades japonesas pressionaram o presidente Fujimori para buscar uma solução negociada com o MRTA, a fim de garantir a libertação segura dos reféns.
Fujimori posteriormente se encontrou com Hashimoto no Canadá. Os dois líderes anunciaram que estavam de acordo sobre como lidar com a situação dos reféns, mas forneceram poucos detalhes.
Em 10 de fevereiro, Fujimori viajou para Londres, onde anunciou que o objetivo de sua viagem era "buscar um país que oferecesse asilo ao grupo MRTA". Observadores rapidamente notaram que seu pedido de asilo político ao MRTA contradizia sua posição anterior, na qual ele afirmava que o MRTA não era um grupo de guerrilheiros, mas sim uma organização terrorista. No dia seguinte, 11 de fevereiro, Fujimori afirmou que “as prisões peruanas são construídas de acordo com as normas internacionais para terroristas”. Durante a viagem, ele também participou de reuniões de negócios, que descreveu ao público nacional como um “exercício para tranquilizar os investidores internacionais”.

### Solução militar
Em fevereiro, o jornal peruano La República noticiou a existência de um "plano de intervenção" secreto do governo, envolvendo a participação direta de forças militares dos EUA. O plano teria sido elaborado pelo Almirante da Marinha e Diretor da Agência de Inteligência do Exército do Peru, Antonio Ibarcena, e submetido a Fujimori. Em 17 de fevereiro, o The New York Times escreveu: "A participação dos Estados Unidos no ataque é crucial, de acordo com o plano, que dizia que os comandos viriam da Escola de Comandos do Exército Peruano e do Comando Sul dos Estados Unidos, com sede no Panamá".
Em março, o MRTA cancelou as negociações com o governo, alegando ter ouvido barulhos altos vindos do andar inferior da residência do embaixador. Jornais peruanos confirmaram as suspeitas do grupo guerrilheiro, relatando que a polícia estava cavando túneis sob o prédio. Para tentar disfarçar o som das escavações, a polícia recorreu a tocar música alta nos alto-falantes e realizar manobras barulhentas com tanques pelas ruas próximas.
De acordo com o New York Times, o embaixador canadense Anthony Vincent declarou: "em retrospectiva, alguns acreditavam que a comissão de fiadores [da qual ele era membro] serviu como pouco mais do que uma cobertura para dar tempo a [Fujimori] de colocar em prática os elementos físicos e políticos para um ataque;" ele acreditava que "ambos os lados estavam perto de um acordo" quando Fujimori optou por um ataque militar.

## OperaçãoChavín de Huantar

### Preparativos
Em preparação para o ataque, o almirante da Marinha Peruana e ex-comandante de um grupo de operações especiais, Antonio Ibarcena, distribuiu centenas de itens grampeados aos reféns. Um desses itens foi seu violão pessoal, dado ao refém Luis Giampietri (mais tarde eleito vice-presidente do Peru para o mandato de 2006 a 2011), para ajudá-lo a passar o tempo. Além disso, Ibarcena instalou um rádio bidirecional em miniatura e forneceu instruções criptografadas para avisar os reféns dez minutos antes do início da operação militar, pedindo-lhes para se manterem o mais afastados possível dos membros do MRTA.
Roupas de cores claras eram sistematicamente fornecidas aos reféns, para que pudessem ser facilmente distinguidos dos insurgentes, que usavam roupas escuras, durante o ataque planejado. O próprio Cerpa, sem querer, contribuiu para esse aspecto do plano quando, ao ouvir ruídos que o fizeram suspeitar de que um túnel estava sendo cavado, ordenou que todos os reféns fossem transferidos para o segundo andar.
Além disso, sofisticados microfones em miniatura e câmeras de vídeo foram contrabandeados para a residência, disfarçados em livros, garrafas de água e jogos de mesa. Giampietri e outros oficiais militares entre os reféns receberam a responsabilidade de instalar esses dispositivos em locais estratégicos pela casa. Com a ajuda desses avançados dispositivos de espionagem, os planejadores militares puderam monitorar os movimentos dos comandos do MRTA e observar que os insurgentes haviam organizado sua segurança de maneira meticulosa, mantendo-se especialmente vigilantes durante a noite. No entanto, todas as tardes, oito membros do MRTA, incluindo os quatro líderes, jogavam futebol de salão por cerca de uma hora.
Fujimori revelou mais tarde uma maquete do edifício que foi especialmente construído para preparar a operação de resgate, que incluía os túneis das casas próximas usados pelos comandos para entrar no edifício.

### Ataque das forças especiais
Em 22 de abril de 1997, mais de quatro meses após o início do cerco, uma equipe de 140 comandos peruanos, reunidos em uma unidade secreta ad hoc chamada Chavín de Huantar (em referência a um sítio arqueológico peruano famoso por suas passagens subterrâneas), realizaram um ataque dramático à residência. Às 15h23min daquela tarde, teve início a Operação Chavín de Huántar.
Três cargas explosivas detonaram quase simultaneamente em três salas diferentes no primeiro andar. A primeira explosão aconteceu no centro da sala onde o jogo de futebol estava ocorrendo, matando instantaneamente três dos sequestradores: dois homens que participavam do jogo e uma mulher que assistia do lado de fora. O impacto da explosão, junto com as outras duas, abriu um grande buraco permitindo a entrada de 30 comandos das forças especiais, que invadiram rapidamente o prédio. Eles perseguiram os membros sobreviventes do MRTA na tentativa de detê-los antes que pudessem alcançar o segundo andar.
Dois outros movimentos foram feitos simultaneamente às explosões. No primeiro, 20 comandos lançaram um ataque direto à porta da frente para se juntar aos seus companheiros na sala de espera, onde ficava a escada principal para o segundo andar. Ao entrarem, encontraram outras duas militantes do MRTA de guarda na porta da frente. Atrás da primeira onda de comandos que invadiu a porta veio outro grupo de soldados carregando escadas, que foram posicionadas nas paredes na parte de trás do prédio.
Na fase final do ataque coordenado, outro grupo de comandos emergiu de dois túneis que conectavam a residência ao quintal. Esses soldados escalaram rapidamente as escadas preparadas para essa finalidade. Suas missões eram explodir uma porta à prova de granadas no segundo andar, por onde os reféns seriam evacuados, e abrir duas aberturas no telhado para que pudessem neutralizar os membros do MRTA no andar superior, antes que tivessem tempo de executar os reféns.
No final, todos os 14 guerrilheiros do MRTA, um refém (Dr. Carlos Giusti Acuña, membro do Supremo Tribunal) e dois soldados (Coronel Juan Valer Sandoval e Capitão Raúl Jiménez Chávez) morreram no ataque.
De acordo com a Agência de Inteligência de Defesa dos EUA (DIA), o membro do MRTA Roli Rojas foi descoberto tentando sair da residência misturado aos reféns. Um dos comandos o avistou, levou-o para os fundos da casa e o executou com uma rajada que arrancou a cabeça de Rojas. O telegrama da DIA diz que a intenção do comando era disparar apenas uma bala na cabeça de Rojas e que, devido ao erro de disparar muitas balas, o comando teve que esconder parcialmente o corpo de Rojas sob o de Cerpa, que também morreu no ataque. O telegrama também diz que outra integrante (mulher) do MRTA foi executada após o ataque.

### O papel de Fujimori
De acordo com um relatório da Agência de Inteligência de Defesa, Fujimori ordenou pessoalmente aos comandos que participavam do ataque que "não capturassem nenhum membro do MRTA vivo".
Enquanto os comandos arrancavam a bandeira do MRTA que estava hasteada no telhado da embaixada, Fujimori juntou-se a alguns dos antigos reféns para cantar o hino nacional peruano. A TV peruana também mostrou Fujimori caminhando entre os guerrilheiros mortos; alguns dos corpos estavam mutilados. Fujimori foi fotografado passando pelos corpos de Cerpa e Rojas na escadaria principal da residência, e a cabeça destruída de Rojas é visível na fotografia. Pouco depois, o presidente Fujimori foi visto andando em Lima num ônibus que transportava os reféns libertados.
A vitória militar foi divulgada como um triunfo político e usada para reforçar sua posição de linha dura contra grupos insurgentes armados. Seus índices de popularidade rapidamente dobraram para quase 70 por cento, e ele foi aclamado como um herói nacional. "Era preciso viver no clima da época. A operação foi tão bem-sucedida que não houve oposição. Os peruanos adoraram", afirmou o historiador Luis Jochamowitz, autor de uma biografia sobre Fujimori. Refletindo sobre o ataque alguns dias depois, o renomado poeta Antonio Cisneros comentou que ele havia proporcionado aos peruanos "um pouco de dignidade. Ninguém esperava essa eficiência, essa velocidade. Em termos militares, foi um trabalho do Primeiro Mundo, não do Terceiro Mundo."
Fujimori também assumiu o crédito pessoal pela operação. Em entrevista à edição de 17 de dezembro de 1997 do El Comercio, declarou que, logo após a tomada da residência da embaixada, ele havia planejado a operação em conjunto com o Serviço Nacional de Inteligência, liderado por Julio Salazar e Vladimiro Montesinos, e com o Comando Conjunto das Forças Armadas, sob o comando do então Comandante do Exército, General Nicolás de Bari Hermoza Ríos.

### Cadáveres do MRTA detidos
Quando a operação terminou, os corpos dos guerrilheiros foram removidos por promotores militares; representantes do Ministério Público não foram autorizados a entrar. Os cadáveres não foram levados ao Instituto Médico Legal para autópsia, conforme exigido por lei. Em vez disso, os corpos foram levados para o necrotério do Hospital da Polícia. Foi lá que as autópsias foram realizadas. Os relatórios da autópsia foram mantidos em segredo até 2001. Os parentes dos falecidos não foram autorizados a estar presentes na identificação dos corpos e nas autópsias. Os corpos foram enterrados em segredo em cemitérios espalhados por Lima.
Eligia Rodríguez Bustamante, mãe de um dos guerrilheiros, e a subdiretora da APRODEH solicitaram à Procuradoria-Geral da República que tomasse as medidas necessárias para identificar os que morreram durante o resgate. No entanto, a Procuradoria cedeu sua jurisdição sobre a identificação dos membros falecidos do MRTA à Justiça Militar.

### Reação internacional
Em geral, a operação militar foi vista com bons olhos por outros governos. Vários presidentes andinos como Ernesto Samper da Colômbia, Gonzalo Sánchez de Lozada da Bolívia e Rafael Caldera da Venezuela apoiaram as decisões de Alberto Fujimori. Esta foi uma declaração pública do IX Conselho Presidencial Andino. No entanto, houveram algumas exceções:
- No dia 25 de abril ocorreram protestos na Embaixada do Peru em Santiago, Chile.[26] A polícia de choque lançou gás lacrimogêneo contra os manifestantes e os jogou no chão em frente à embaixada. Alguns manifestantes disseram aos repórteres de televisão: "Rejeitamos totalmente esses atos de crueldade, que nunca deveriam acontecer novamente".
- Na mesma data, o Ministério das Relações Exteriores do Chile declarou: “O Governo chileno manifestou a sua satisfação pelo desfecho desta crise. É verdade que devemos lamentar a morte de várias vidas humanas, mas também é importante reconhecer que não havia outro desfecho possível.”[27]
- Na Cidade do México, em 23 de abril, dezenas de pessoas se reuniram na Embaixada do Peru para protestar. Manifestantes atiraram tinta vermelha e tomates no prédio, gritando "Fujimori assassino" e "América Latina está de luto".
- Em 28 de abril, um artigo no The New York Times comentou sobre a dependência do governo em relação aos militares, descrevendo Fujimori, Montesinos e o chefe das forças armadas, general Nicolás Hermoza Ríos, como "a troika governante do Peru".[28]

### Visão do MRTA
Em uma entrevista publicada na edição de 24 de abril do jornal alemão Junge Welt, a porta-voz do MRTA, Norma Velasco, avaliou os acontecimentos que levaram ao ataque, dizendo que “o objetivo da unidade do MRTA não era assassinar os prisioneiros da embaixada”, mas sim atender à sua exigência de libertar os 450 prisioneiros do MRTA mantidos nas prisões peruanas. Dizendo que “não tínhamos ilusões” de que Fujimori queria uma solução pacífica, Velasco acrescentou que “tínhamos um pouco de esperança de que a opinião pública internacional em muitos países aumentaria a pressão sobre o governo peruano e o forçaria a ceder”. Em alusão às condições econômicas subjacentes do país, ela observou: "Um grande segmento da população ainda sofre com a pobreza, a fome e a falta de atendimento médico adequado, e esses problemas estão aumentando. O fim da crise na residência do embaixador mostrou que Fujimori depende exclusivamente de meios militares".
O número de reféns, que inicialmente somava centenas, foi gradualmente reduzido até restarem apenas 72 pessoas sob o controle do MRTA. Entre eles estavam:

### Poder Executivo
- Francisco Tudela van Breugel-Douglas, Ministro das Relações Exteriores[31][32][33]
- Rodolfo Muñante Sanguinetti, Ministro da Agricultura.[31][32][33]
- Dante Córdova Blanco, ex-ministro da Educação.
- Sandro Fuentes Acurio, ex-ministro do Trabalho .
- Jorge San Román de la Fuente, Vice-Ministro de Energia.
- Felipe Ramírez Delpino, Vice-Ministro de Desenvolvimento Regional.
- Rodolfo Matsuda, Vice-Ministro da Agricultura.
- Juan Mendoza Marsano, Vice-Ministro de Minas.
- Carlos Tsuboyama Matsudo, Vice-Ministro da Presidência
- Ricardo Kamiya, Secretário-Geral da Presidência.[33]
- Máximo Rivera Díaz, chefe da Direção Nacional Contra o Terrorismo.[31][34][35]
- Juan Carlos Domínguez, ex-chefe da Direcção Nacional Contra o Terrorismo.[34]

### Poder Judiciário
- Moisés Pantoja, presidente da Suprema Corte do Peru.[31]
- Luis Serpa Segura, ex-presidente do Poder Judiciário.
- Moisés Pantoja Rodulfo, ex-presidente do Poder Judiciário.
- Mario Urrelo Álvarez, Membro da Suprema Corte.
- Nelson Reyes Ríos, Membro da Suprema Corte.
- Hugo Sivina Hurtado,Membro da Suprema Corte.
- Carlos Ernesto Giusti Acuña, Membro da Suprema Corte (o único refém morto no ataque de 1997).[33]
- Alipio Montes de Oca Begazo, Membro da Suprema Corte.
- Mario Urrelo Álvarez, Membro da Suprema Corte.
- José Garrido Garrido, Membro da Suprema Corte.

### Congresso
- Javier Díez-Canseco Cisneros, congressista.[36]
- Luis Chang Ching, terceiro vice-presidente do congresso, presidente da comissão de economia.
- Carlos Blanco Oropeza, congressista.
- Gilberto Siura Céspedes, congressista.
- Eduardo Pando Pacheco, congressista.
- Samuel Matsuda Nishimura, congressista.[35]

### Acadêmicos e empresários
- Alejandro Toledo Manrique, analista econômico, ex-candidato presidencial.[36][37]
- Gustavo Saberbein, ex-ministro da Economia .
- Luis Giampietri Rojas, Almirante da Marinha do Peru.[38]
- Alexander Kouri Bumachar, prefeito de Callao.
- Fernando Andrade, prefeito do distrito de Miraflores.
- Francisco Sagasti, acadêmico, engenheiro.[37]
- Javier Sota Nadal, então Reitor da Universidade Nacional de Engenharia.
- Manuel Paredes Manrique, Reitor da Universidade San Marcos .
- Juan Julio Wicht, padre jesuíta.[33][39]
- Mutsue Inomoto, mãe do então presidente Alberto Fujimori.[40]
- [40]
- Rosa Fujimori Fujimori, irmã do então presidente Alberto Fujimori.
- Pedro Fujimori Fujimori, irmão do então presidente Alberto Fujimori.[31][40]
- Juan Günther Doering, arquiteto.[41][42]
- Álvaro Chocano, presidente do Júri Nacional Eleitoral[31]
- Ramiro de Valdivia Cano, membro do Júri Nacional Eleitoral.
- Rómulo Muñoz Arce, membro do Júri Nacional Eleitoral.
- Alfredo Torres Guzmán, diretor da empresa de pesquisas Apoyo.
- Manuel Torrado, empresário espanhol, presidente da empresa de sondagens Datum.[32]
- Juan Assereto Duharte, então diretor da COPRI.
- Samuel Gleiser Katz, Presidente da Câmara de Comércio de Lima.
- Juan Enrique Pendavis Perales, presidente da Associação de Exportadores (ADEX)
- Sally Bowen, presidente da Associação de Imprensa Estrangeira no Peru.

### Diplomatas
- Estanislao de Grandes, Gerente de contas (a.i), Embaixada da Espanha no Peru[31][43][44][45][46]
- Heribert Woeckell, Embaixador Alemão no Peru.[31][42][32][47][41][46]
- Artur Schuschnigg, Embaixador Austríaco no Peru.[31][43][45][46]
- Embaixadores da Bélgica, Países Baixos e Romênia no Peru.[31][32]
- Juan Antonio Ibañez Echeverría, cônsul da Argentina.[31]
- Dimitar Stanoev, Embaixador Búlgaro no Peru.[31]
- Wojciech Tomaszewski, Embaixador Polonês no Peru.[32][48]
- Jorge Gumucio Granier,Embaixador Boliviano no Peru.[31][32][45][46]
- Antonio Araníbar, irmão do chanceler Boliviano.[31]
- Carlos Luiz Coutinho Perez, Embaixador brasileiro no Peru.[31][32][45][46]
- Anthony Vincent, Embaixador Canadense no Peru[31]e chefe da "comissão de fiadores"[42][47][49] encarregada das negociações entre o MRTA e o governo.[50][51][41][46]
- Lee Won-Young, Embaixador sul-coreano no Peru.[31][32][45][46]
- Pedro Díaz Arce, Embaixador Cubano no Peru.[31][45][46]
- José Raúl Silva, Conselheiro Cubano no Peru.[45][46]
- Sami Tewfik, Embaixador Egípcio no Peru.[45][46]
- Alkiviades Karokis, Embaixador Grego no Peru.[31][42][47][41][52][46]
- José María Argueta, Embaixador Guatemalteco no Peru.[31][43][45][46]
- Eduardo Martell, Embaixador Hondurenho no Peru.[31][46]
- Joel Salpak, Embaixador Israelense no Peru.[31]
- Morihisa Aoki, Embaixador do Japão no Peru (bem como outros 17 diplomatas da embaixada e a cadela Emma, pastor alemão do embaixador).[31][45][46][53][54]
- Ahmad Mokhtar Selat, Embaixador Malaio no Peru.[31][45][46]
- Carlos Luis Linares, Embaixador Panamenho no Peru.[31][32][45][46]
- José Ramón Díaz Valdeparez, Embaixador Dominicano no Peru.[31][45][46]
- João Melo de Sampaio, Encarregado de Negócios da União Europeia.[31][45][46]
- Tabaré Bocalandro Yapeyú, Embaixador Uruguaio no Peru[31][45][46]
- Horacio Arteaga, Embaixador Venezuelano no Peru.[45][46][55]
- Ľubomír Hladík, Encarregado de Negócios (a.i) da República Tcheca no Peru.[31][56]
- Július Grančák, Encarregado de Negócios (a.i) da Eslováquia no Peru[57][58]
- Jorge Gillighan, Coordenador das Nações Unidas[31]
- Sete representantes americanos.[31]
- Michel Minning, presidente da delegação da Cruz Vermelha Internacional.
- Hyacinthe D'Montera, Adido Cultural da França[42][47][41]
- Hidetaka Ogura, Diplomata Japonês
- Armando Lecaros de Cossío, Diplomata peruano.[42][41]
- José Luis de Cossío y Ruiz de Somocurcio, Diplomata peruano.[42][41]
- José Carlos Mariategui Arellano, Diplomata peruano.
- Jorge Morelli Pando, Diplomata peruano.
- Manuel Roca Zela, Diplomata peruano.

### Distribuição dos últimos 72 reféns
| Quarto A                    | Quarto A                                  | Quarto B                     | Quarto B                         |
| Refém                       | Ocupação                                  | Refém                        | Ocupação                         |
| --------------------------- | ----------------------------------------- | ---------------------------- | -------------------------------- |
| Arturo López Pardo Figueroa | General do EP                             | Carlos Domínguez Solís       | General da PNP                   |
| Máximo Rivera Díaz          | General da PNP                            | Julio Pinto Samanez          | General da PNP                   |
| Guillermo Bobbio Zevallos   | General da PNP                            | Hugo Vera Veliz              | General da PNP                   |
| Francisco Salinas Guerrero  | Coronel da PNP                            | Orlando Denegri Ayllón       | Coronel da FAP                   |
| Rowel Rivas Crisóstomo      | Coronel da PNP                            | Jorge Negrete Salas          | Coronel da PNP                   |
| Alberto Castillo Mendívil   | Coronel da PNP                            | Jorge Villacorta Meza        | Coronel da PNP                   |
| Rómulo Zevallos Solano      | Coronel da PNP                            | Jaime Valencia Voyset        | Coronel da PNP                   |
| Gerardo Haro Iparraguirre   | Coronel da PNP                            | Marco Miyashiro Arashiro     | Coronel da PNP                   |
| Quarto C                    | Quarto C                                  | Carlos Dall'orso de La Peña  | Capitão. AP                      |
| Refém                       | Ocupação                                  | Alberto Heredia Ugarte       | Capitão de Fragata da AP         |
| Luis Giampietri Rojas       | Vice-almirante da AP                      | Quarto D                     | Quarto D                         |
| Carlos Blanco Oropeza       | Congressionista                           | Refém                        | Ocupação                         |
| Julio Rivera Chávez         | Coronel da FAP                            | Francisco Tudela             | Ministro das Relações Exteriores |
| Roberto Fernández Frantzen  | Tenente-coronel do EP                     | Morihisa Aoki                | Embaixador do Japão no Peru      |
| Luis Chang Ching            | Congressionista                           | Juan Julio Wicht Rosell      | Padre                            |
| Felipe Ramírez Delpino      | Vice-ministro de Desenvolvimento Regional | Samuel Matsuda Nishimura     | Congressionista                  |
| Juan Mendoza Marsano        | Vice-ministro de Minas                    | Gilberto Siura Céspedes      | Congressionista                  |
| Rodolfo Muñante Sanguineti  | Ministro da Agricultura                   | Jorge San Román de La Fuente | Vice-ministro de Energia         |
| Eduardo Pando Pacheco       | Congressionista                           | Jorge Gumucio Granier        | Embaixador da Bolívia no Peru    |
| Oscar Pajares Merino        | Major da PNP                              | Jorge Valdez Carrillo        | Embaixador do Peru               |
| Rodolfo Matsuda Matsuda     | Vice-ministro da Agricultura              | Misahiro Sakai               | Primeiro-secretário japonês      |
| Quarto E                    | Quarto E                                  | Pedro Fujimori Fujimori      | Empresário                       |
| Refém                       | Ocupação                                  | Akihisa Oguiyama             | Segundo-secretário japonês       |
| José Hamagushi Sakagushi    | Executivo da Fujita Gumi                  | Pedro Aritomi Aritomi        | Empresário peruano               |
| Tadashi Iwamoto             | Executivo da Tomen Perú                   | Dante Córdova Blanco         | Ex-Ministro da Produção          |
| Tadeo Kawahami              | Executivo da Pesquera FED                 | Quarto H                     | Quarto H                         |
| Akira Miyashita             | Executivo da Mitsubishi                   | Refém                        | Ocupação                         |
| Yutaka Morizomo             | Executivo da Kanematsu                    | Carlos Tsuboyama Matsudo     | Vice-ministro da Presidência     |
| Keichi Saito                | Executivo da Marubeni                     | Carlos Giusti Acuña          | Membro da Corte Suprema          |
| Yoshihiki Saki              | Executivo da Ajinomoto                    | Hugo Sivina Hurtado          | Membro da Corte Suprema          |
| Shiguenori Sato             | Executivo da Nisho Iwai                   | Luis Serpa Segura            | Membro da Corte Suprema          |
| Masa Nori Sugimaru          | Executivo da Nikko                        | Mario Urrelo Álvarez         | Membro da Corte Suprema          |
| Shigeru Taki                | Executivo da Panasonic                    | Alipio Montes de Oca Begazo  | Membro da Corte Suprema          |
| Masaru Tomita               | Executivo da Toyota                       | Moisés Pantoja Rodulfo       | Membro da Corte Suprema          |
| Quarto I                    | Quarto I                                  | José Garrido Garrido         | Membro da Corte Suprema          |
| Refém                       | Ocupação                                  |                              |                                  |
| Yoshiaki Kitagawa           | Empresário                                |                              |                                  |
| Masami Kobayashi            | Empresário                                |                              |                                  |
| Hiroyuki Kimoto             | Conselheiro ministerial japonês           |                              |                                  |
| Fumio Sunami                | Primeiro-secretário japonês               |                              |                                  |
| Haruo Mimura                | Primeiro-secretário japonês               |                              |                                  |
| Hajime Nakae                | Primeiro-secretário japonês               |                              |                                  |
| Hidetaka Ogura              | Primeiro-secretário japonês               |                              |                                  |
| Katsumi Itagaki             | Segundo-secretário japonês                |                              |                                  |
| Hideo Nakamura              | Segundo-secretário japonês                |                              |                                  |
| Iroto Morozumi              | Segundo-secretário japonês                |                              |                                  |
| Sinji Yanamoto              | Adido cultural                            |                              |                                  |

## Controvérsia sobre execuções
Dúvidas sobre a versão oficial dos acontecimentos logo começaram a surgir. Alguns aspectos do que aconteceu durante a operação de resgate permaneceram em segredo até a queda do governo Fujimori. Rumores começaram a circular pouco depois da operação, sugerindo que membros rendidos do MRTA teriam sido executados extrajudicialmente.
Reportagens da mídia também discutiram uma possível violação das práticas internacionais sobre a captura de prisioneiros, cometida em território que, segundo as regras de extraterritorialidade diplomática, equivaleria ao solo soberano japonês. Especulou-se, ainda, que, se acusado, Fujimori poderia enfrentar processo no Japão. Contudo, segundo a Convenção de Viena, as embaixadas e residências diplomáticas não gozam de extraterritorialidade, mas sim de inviolabilidade (imunidade contra buscas).

### Procedimentos legais iniciais
Em 2 de janeiro de 2001, a organização peruana de direitos humanos APRODEH apresentou uma queixa crime em nome dos familiares dos membros do MRTA contra Alberto Fujimori, Vladimiro Montesinos, Nicolás De Bari Hermoza Ríos, Julio Salazar Monroe e qualquer pessoa considerada culpada do crime de homicídio qualificado de Eduardo Nicolás Cruz Sánchez e outros dois militantes do MRTA.
O promotor provincial especial Richard Saavedra foi encarregado do inquérito preliminar sobre a denúncia. Os suboficiais da Polícia Nacional Raúl Robles Reynoso e Marcial Teodorico Torres Arteaga corroboraram o depoimento de Hidetaka Ogura, dizendo aos investigadores que eles capturaram Eduardo Cruz Sánchez vivo quando ele tentava fugir misturando-se com os reféns quando eles estavam na casa nos fundos da residência.
Em uma entrevista em março, o procurador-adjunto ad hoc Ronald Gamarra Herrera disse à rádio CPN que Fujimori deveria enfrentar acusações de assassinato pelas supostas execuções: "[Temos] informações sobre como as autópsias foram conduzidas nos rebeldes mortos do MRTA, o que, em nossa opinião, pode corroborar as acusações de execuções extrajudiciais". Ele disse que autópsias não oficiais, além de relatórios da ONU, do Departamento de Estado dos EUA e de grupos de direitos humanos, sugeriram que os rebeldes foram executados com um tiro na cabeça. Os procuradores do Estado ordenaram a exumação dos corpos dos insurgentes.
Outros, no entanto, declararam que a investigação é apenas mais uma tentativa dos inimigos políticos de Fujimori de destruir seu legado. "Não ceder à chantagem terrorista é a única coisa boa que restou do governo anterior. E agora querem destruir isso como tudo o resto", disse Carlos Blanco, um congressista independente e um dos reféns.

### Investigação
Os corpos dos membros do MRTA mortos foram exumados e examinados por médicos legistas e antropólogos forenses, especialistas do Instituto de Medicina Legal, da Divisão de Criminalística da Polícia Nacional e da Equipe Peruana de Antropologia Forense, alguns dos quais atuaram como peritos no Tribunal Penal Internacional para a ex-Iugoslávia. Também foram colhidos depoimentos de vários policiais que participaram da operação de resgate e de alguns dos reféns libertados.
O exame realizado pelos antropólogos forenses e médicos legistas revelou que Cruz Sánchez foi baleado com um tiro na nuca enquanto se encontrava em posição indefesa em relação ao seu agressor. Outros exames forenses estabeleceram que aparentemente oito dos guerrilheiros foram baleados na nuca após a captura ou enquanto estavam indefesos devido aos ferimentos.

### Acusação contra oficiais do exército
Em 13 de maio de 2002, a juíza Cecilia Polack Boluarte emitiu mandados de prisão para 11 oficiais superiores do Exército que participaram do ataque. Os mandados permitiam que os acusados fossem detidos por 15 dias antes da apresentação de acusações formais. A decisão da juíza provocou protestos; os ministros da Defesa, da Justiça e do Interior criticaram as ordens de prisão. No entanto, a procuradora-geral Nelly Calderón apoiou a medida. Em declaração feita em 20 de maio de 2002 à Rádio Programas del Perú (RPP), ela afirmou: "Nós, promotores, apoiamos a ação do promotor Saavedra, porque ele realizou uma investigação cuidadosa e, infelizmente, as evidências sugerem culpabilidade. Essas evidências precisam ser reunidas para determinar o grau de responsabilidade de cada policial preso."

### Anistia
Em 16 de maio de 2002, duas propostas de anistia foram anunciadas em comitês do Congresso, uma apresentada pelo partido Aliança Popular Revolucionária Americana (APRA) do ex-presidente Alan García, a outra pelo partido Unidade Nacional (UN). O projeto de lei da UN "concedia anistia" ao general do exército José Williams Zapata, que liderou a operação, e aos "oficiais que participaram da libertação e resgate dos reféns".
Organizações dos direitos humanos como a Human Rights Watch (HRW) protestaram veementemente contra a medida. "O resgate bem-sucedido dos reféns transformou esses comandos em heróis nacionais, mas as evidências de assassinatos ilegais são convincentes. A gratidão nacional não é motivo para protegê-los da justiça", argumentou a organização em um comunicado à imprensa. A HRW argumentou que as propostas de anistia claramente conflitavam com os princípios enunciados pela Corte Interamericana de Direitos Humanos em sua decisão de março de 2001 contra o governo peruano no caso do Massacre de Barrios Altos em 1991. Nesse caso, que envolveu a lei de anistia aprovada em 1995 pelo governo Fujimori, o Tribunal declarou a anistia nula e sem efeito porque entrava em conflito com as obrigações do Peru em matéria de direitos humanos; mais tarde, interpretou essa decisão como aplicável a todos os casos semelhantes.

### Julgamento de Montesinos, Hermoza e Huaman
Em 2007, o antigo chefe dos serviços de segurança do Peru, Vladimiro Montesinos, o antigo chefe das forças armadas, Nicolas de Bari Hermoza, e o coronel aposentado Roberto Huaman foram a julgamento por supostamente terem ordenado as execuções extrajudiciais dos sequestradores do MRTA. Se condenados, Montesinos e os dois ex-oficiais militares enfrentariam até 20 anos de prisão. Montesinos, Hermoza e Huaman foram absolvidos dessas acusações em 2012, uma vez que o tribunal considerou que não tinha sido provada uma cadeia de comando que ligasse os acusados aos assassinatos.

## Cronologia
- 17 de dezembro de 1996: Membros do MRTA tomam a residência do embaixador japonês no Peru com mais de 600 reféns. Eles logo liberam cerca de metade dos reféns.
- 20 de dezembro (dia 3): Mais 38 reféns são libertados.
- 21 de dezembro (dia 4): Fujimori declara que não haverão negociações.
- 22 de dezembro (dia 5): 255 reféns são libertados.
- 26 de dezembro (dia 9): Uma explosão é ouvida na residência. A polícia diz que um animal detonou uma mina.
- 28 de dezembro (dia 11): 20 reféns são libertados.
- 31 de dezembro (dia 14): Um grupo de repórteres é autorizado a entrar na mansão.
- 21 de janeiro (dia 35): Policiais e membros do MRTA trocam tiros.
- 2 de março (dia 75): Os membros do MRTA recusam asilo em Cuba e na República Dominicana.
- 22 de abril (dia 126): Forças especiais peruanas invadem a residência. Um refém, dois comandos e todos os 14 membros do MRTA foram mortos em ação.

## Dramatizações e documentários
- Endgame: A história não contada da crise dos reféns no Peru (1999). Um documentário que foi transmitido como parte da série "Perspectiva" da CNN.
- Black Ops: O Cerco à Embaixada Japonesa (2014). A crise dos reféns foi retratada no episódio 7 da 2ª temporada do documentário "Black Ops".
- Lima: Quebrando o Silêncio (filme de 1999)
- Tom Clancy's Rainbow Six: Rogue Spear: O complemento “Black Thorn” do Rogue Spear incluía um estágio da operação militar.
- A crise dos reféns é dramatizada num episódio da terceira temporada da série televisiva canadiana Zero Hour intitulado "The Lima Siege", exibido em 2006.[63]

### Obras literárias
- O dramaturgo peruano Gaston Herrera Cagigao escreveu o roteiro de um filme de 2010 chamado "Rehenes" com o diretor Bruno Ortiz Leon, baseado nos eventos (veja o trailer de quatro minutos em espanhol no YouTube).
- Bel Canto, de Ann Patchett, é um romance vagamente baseado nos eventos da crise. Foi adaptado com o mesmo título para uma ópera e um filme .
- A palavra do embaixador: Crise dos reféns no Peru 1996–97, por David J. Goldfield. Um relato narrativo da tomada de reféns com foco no papel do embaixador canadense Anthony Vincent, que inicialmente era refém, mas foi libertado para atuar como mediador entre o MRTA e o governo.
- A música 4.2.3 da musicista japonesa Miyuki Nakajima, do álbum be my child please, de 1998, dá sua opinião sobre esse evento.